# يريفان-افيا
يريفان-افيا هي شركه طيران تابعة للقطاع الخاص تقوم بتيسير رحلات شحن دوليه من مطار زفارتنوتس الدولي في يريفان ، أرمينيا.
واعتبارا من 2010 شباط/فبراير، انخفض موقع يريفان-افيا علي الإنترنت. ولذلك، فانه ليس من الواضح ما إذا كانت شركه الطيران لا تزال تعمل.

## التاريخ
أنشئت يريفان-افيا في 1992 بمبادرة ومشاركه مباشره من عمده يريفان، السيد هامبارسوم غالستيان. وأصبحت أول شركه طيران للشحن في أرمينيا مزوده بطائرات مملوكه للقطاع الخاص. وبدءا من الصفر تقريبا، تمكنت الشركة من اعداد أطقم طيران مؤهله تاهيلا عاليا في فتره زمنيه قصيرة، فضلا عن الموظفين الميدانيين التقنيين والهندسيين المدربين بالبالكامل من قبل مؤسسات تدريب معترف بها. ولذلك، فان معظم صيانة الطائرات اللازمة يجري تنفيذها في قواعدها.

## الوجهات
بدات يريفان-افيا رحلات طيرانها إلى بلدان رابطه الدول المستقلة، والتي في وقت لاحق، امتدت إلى: فرنسا وألمانيا وبلغاريا وإيطاليا وهولندا وبلجيكا والصين والهند وزائير والكونغو وكينيا ومصر وأستراليا... وقد كانت طائراتها بالفعل في أكثر من 35 بلدا.

## الأسطول
واعتبارا من أب/أغسطس 2006 ، شمل أسطول يريفان-افيا (إليوشن إي أل-76)
وتضمنت الشركة حركه البضائع من الامارات العربية المتحدة إلى بلدان رابطة الدول المستقلة: روسيا ( موسكو) ، مولدوفا ، جورجيا ، طاجيكستان ، الخ. كما انها تصل أحيانا إلى أوروبا (ألمانيا وهولندا) وإلى افريقيا.

## روابط خارجية
- Yerevan-Avia (now defunct)